# Eriococcus ophius
Eriococcus ophius är en insektsart som först beskrevs av Miller 1993.  Eriococcus ophius ingår i släktet Eriococcus och familjen filtsköldlöss. Inga underarter finns listade i Catalogue of Life.